# Mont Valezan
Mont Valezan, vroeger ook Chardonney en Mont Valaisan, is een 2891 meter hoge berg op de grens tussen Frankrijk en Italië. De berg behoort tot de centrale groep van de Grajische Alpen. Ze ligt op de grens tussen de gemeenten Séez en Montvalezan in het Franse departement Savoie en La Thuile in de Italiaanse regio Valle d'Aosta. De Mont Valezan torent uit boven de Kleine Sint-Bernhardpas in het noordwesten en boven het skigebied La Rosière en de Haute Tarentaise in het zuiden. Ten oosten van de bergtop, in Italië, ligt een kleine gletsjer.